# Luigi De Laurentiis
Luigi De Laurentiis (Torre Annunziata, Nápoles, 16 de febrero de 1917 - Roma, 30 de marzo de 1992) fue un productor de cine italiano.

## Biografía
Tras licenciarse en Derecho, se dedicó al cine a los veintinueve años, cuando en 1946 ayudó a su hermano menor Dino en la producción de una obra maestra del naciente Neorrealismo italiano: Il bandito, de Alberto Lattuada.
A partir de entonces, tras un breve paréntesis con los también napolitanos Eduardo De Filippo y Totò, trabajó durante veinte años junto a Dino, hasta que éste se mudó a Estados Unidos; a partir de 1975, con la creación de la productora de cine Filmauro, se le unió su hijo Aurelio.
También fue director de producción de Las noches de Cabiria (1957), de Federico Fellini, ganadora del Óscar a la mejor película internacional en 1958.
En las décadas de 1960 y 1970, Luigi De Laurentiis impartió clases de producción cinematográfica en el Instituto Profesional Estatal de Cinematografía y Televisión, más tarde llamado "Roberto Rossellini", para las que escribió el libro Tecnica della organizzazione della produzione.
Entre sus numerosas películas destacan: Un burgués pequeño, muy pequeño de Mario Monicelli (1977), Un quinteto a lo loco de Mario Monicelli (1982), Vacanze di Natale de Carlo Vanzina (1983) y Donne con le gonne de Francesco Nuti (1991).

## Producciones cinematográficas (lista parcial)
- Il paese dei campanelli, de Jean Boyer (1954)
- Una matta, matta, matta corsa in Russia, de Francesco Prosperi y Eldar Riazánov (1973)
- Paolo Barca, maestro elementare, praticamente nudista, de Flavio Mogherini (1975)
- Io ho paura, de Damiano Damiani (1977)
- Un burgués pequeño, muy pequeño (Un borghese piccolo piccolo), de Mario Monicelli (1977)
- La mazzetta, de Sergio Corbucci (1978)
- ¿Cómo viene la mano?/Horacio y el bailón de Don Fulgencio (Qua la mano), de Pasquale Festa Campanile (1980)
- Culo e camicia, de Pasquale Festa Campanile (1981)
- Nessuno è perfetto, de Pasquale Festa Campanile (1981)
- Camera d'albergo, de Mario Monicelli (1981)
- Un quinteto a lo loco (Amici miei - Atto IIº), de Mario Monicelli (1982)
- Testa o croce, de Nanni Loy (1982)
- Vacanze di Natale, de Carlo Vanzina (1983)
- Il petomane, de Pasquale Festa Campanile (1983)
- Bertoldo, Bertoldino e Cacasenno, de Mario Monicelli (1984)
- Amici miei - Atto IIIº, de Nanni Loy (1985)
- Maccaroni (Maccheroni), de Ettore Scola (1985)
- Yuppies - I giovani di successo, de Carlo Vanzina (1986)
- Yuppies 2, de Enrico Oldoini (1986)
- Montecarlo Gran Casinò, de Carlo Vanzina (1987)
- Vacanze di Natale '90, de Enrico Oldoini (1990)
- Vacanze di Natale '91, de Enrico Oldoini (1991)
- Donne con le gonne, de Francesco Nuti (1991)
- Anni 90, de Enrico Oldoini (1992)
- Sognando la California, de Carlo Vanzina (1992)